# Romão
Romão é um bairro da cidade de Vitória, no Espírito Santo. O Romão faz limite com os bairros Jucutuquara, Fradinhos, Cruzamento e Forte São João, além do Parque Estadual da Fonte Grande.
Seu relevo se caracteriza por duas áreas distintas, uma a nível do mar dotada de infra-estrutura, correspondendo a um pequeno percentual do bairro; e outra constituída por morro, chegando a 110m na sua parte mais elevada. O Romão possui uma área urbana de 207.800m².

## História

### Ocupação
A área do bairro era desabilitada até 1952, quando se iniciou a ocupação com algumas famílias que migraram da zona rural do norte do Espírito Santo. Os primeiros moradores demarcaram lotes na parte mais alta do morro, pois a parte plana era constituída de um enorme manguezal.
Até meados da década de 60, a expansão era lenta e dispersa. Apesar da área ter sido invadida, moradores afirmam que chegavam a receber lotes doados pela prefeitura.
Um dos fatores que ajudaram a expansão do bairro foi a proximidade com o centro da cidade. O próprio bairro vizinho (Forte São João) já fez parte da região central. Outro fator importante foi a facilidade com o transporte, pois o bairro situa-se em frente da Avenida Vitória, uma das principais avenidas da cidade e local onde passava o bonde. Atualmente a comunidade é atendida pela linha 105 - Curva da Jurema x Romão da viação Unimar (antes era operada pela viação Tabuazeiro), mas a linha não atende os moradores que precisam se deslocar para o Centro de Vitória. 
O bairro já foi denominado Chácara do Romão, pelo fato de existir uma chácara da família Aguiar cujo caseiro se chamava Romão.
Em 1963, houve um aumento desordenado e acelerado dos domicílios que se aglomeravam no morro, por conta da vinda de migrantes do interior do estado. Esse fato fez surgir conflitos com o Poder público, que tentava através da fiscalização, desmanchar os barracos feitos de caixotes, papelão e até lona. Mesmo assim, os moradores continuavam a construir tais casas como forma de resistência.
A ocupação cresceu na década de 70, quando migrantes nordestinos e mineiros, que se mudavam atrás de emprego e que não tinham condições de pagar um aluguel, tiveram que invadir lotes para poder morar.
Até o final da década de 80, o bairro já estava totalmente hábil para morar e a luta pela posse de terra e melhorias urbanas constituía em uma ação comunitária.